# Hélène Châtelain
Pour les articles homonymes, voir Chatelain.
Hélène Châtelain est une réalisatrice, scénariste, comédienne, écrivaine et traductrice française née le 28 décembre 1935 à Etterbeek et morte le 11 avril 2020 à Paris 11e.

## Biographie
Hélène Châtelain est née de parents russo-ukrainiens.
Elle tient le premier rôle dans le film La Jetée de Chris Marker. Au début des années 1960, elle rencontre le dramaturge et poète Armand Gatti. Elle accompagne alors ses créations comme comédienne puis, plus rarement, comme metteure en scène. Elle a publié de nombreux textes sur son œuvre (préfaces ou articles).
À l'exception de son cheminement avec Gatti, elle s'éloigne du théâtre et devient réalisatrice à partir de 1973, avec un premier film réalisé avec René Lefort, en lien avec le Groupe d'information sur les prisons : Les Prisons aussi.
Elle est l'auteure de plusieurs documentaires, certains avec Gatti (Le Lion, sa cage et ses ailes et La Première Lettre), d'autres consacrés à l'œuvre de Gatti (Irlande, terre promise ; Chant public devant deux chaises électriques), mais aussi à la Russie (Goulag) ou à l'anarchie (Nestor Makhno, un paysan d'Ukraine). Certains sont conçus et réalisés avec Iossif Pasternak. Son œuvre s'inscrit explicitement dans les luttes et l'histoire du mouvement libertaire.  
Elle fonde la collection de littérature russe « Slovo » aux éditions Verdier qui publie entre autres Varlam Chalamov, Daniil Harms, Sigismund Krzyzanowski.
Elle découvre, traduit et fait paraître chez Verdier l'auteur Vassili Golovanov. Son livre Éloge des voyages insensés reçoit les prix Laure-Bataillon 2008 et Russophonie 2009 pour la traduction.
En 2003, elle publie avec Claude Faber et Armand Gatti une tribune de soutien à Bertrand Cantat.
Des journées d'études lui sont consacrées en février et mars 2015, à La Parole errante et au Centre Georges Pompidou, « Hélène Châtelain, cinéaste : traversées libertaires » durant lesquelles interviennent notamment Armand Gatti, Olivier Neveux, Catherine Perrel, Hélène Fleckinger, Christophe Postic ou Nadja Ringart.
La même année, le numéro 96 de la revue Trafic lui consacre un ensemble de textes.
Elle meurt le 11 avril 2020 dans le 11e arrondissement de Paris, à 84 ans, des suites de la Covid-19.

## Filmographie

### Actrice
- 1962 : La Jetée de Chris Marker

### Réalisatrice et scénariste
- 1972-1973 : Dix jours sur la Z.U.P. des Minguettes ou l'Amazonie est de l'autre côté de la rue, film vidéo 1/2 pouce, réalisé par Hélène Châtelain et Stéphane Gatti. Production : A.C.I.D.E.
- 1973 : Les Prisons aussi..., film 16 mm, réalisé par Hélène Châtelain et René Lefort. Production : G.I.P. (Michel Foucault), 1973.
- 1976 : Le lion, sa cage et ses ailes, 6 films vidéo 1/2 pouce d'Armand Gatti, tournage et montage d'Hélène Châtelain et Stéphane Gatti Production : Les Voyelles et l'I.N.A.
- 1977 : Siniavsky, une voix dans le cœur, film 16 mm, auteur Hélène Châtelain, réalisé par Carlos de LLanos. Production : Seuil Audiovisuel, 1977.
- 1979 : La première lettre, 6 films vidéo Umatic d'Armand Gatti, tournage et montage d'Hélène Châtelain, Stéphane Gatti et Claude Mouriéras. Production : Les Voyelles et l'I.N.A. (1979).  Passage à FR3 en juillet/août 1979. Et un indéit rélasiée par H. Châtelain.
- 1980 : Un Poème, cinq films, film vidéo Umatic, écrit par Hélène Châtelain, réalisation et montage de Stéphane Gatti. Sur l'oeuvre d'Armand Gatti. Production : Les Voyelles et Ministère des Relations Extérieures.
- 1982 : Irlande, terre promise, film vidéo Umatic, écrit et réalisé par Hélène Châtelain. Documentaire sur le contexte du tournage de Nous étions tous des noms d'arbres.  Production : Les Voyelles et Dérives Films Production
- 1985 : Nous ne sommes pas des personnages historiques, film vidéo BVU d'Hélène Châtelain. Production : Les Voyelles et l'Archéoptéryx, Documentaire sur la pièce d'Armand Gatti et du personnage de Nestor Makhno.
- 1985 : Les Gens de la moitié du chemin, film vidéo BVU d'Hélène Châtelain. Sur la communauté Hmong (Laos) réfugiée à Toulouse. Production : Les Voyelles et l'Archéoptéryx.
- 1985 : Le Double Voyage, film vidéo BVU d'Hélène Châtelain et Christophe Loyer. ; Texte, dessins et sculptures : Christophe Loyer ; Montage : Hélène Châtelain. Production : L'Archéoptéryx, Ministère de la culture. Les Voyelles,
- 1987 : Maintenant, ça va, film vidéo BVU d'Hélène Châtelain. Co-production : Centre Simone de Beauvoir et La Parole Errante.
- 1988 : Pourquoi les oiseaux chantent, film vidéo BVU d'Hélène Châtelain. Co-production : Centre Simone de Beauvoir et La Parole Errante.
- 1988 : Le Bannissement (film sur le poète Alexandre Galitch)
- 1990 : Qui suis-je ? (Marseille 1990), film vidéo bétacam d’Hélène Châtelain sur un scénario d'Armand Gatti Co-production La Parole Errante Vidéo 13, 1990. Portraits de stagiaires sur la pièce d'Armand Gatti Le Cinécadre de l’esplanade Loreto reconstitué à Marseille pour la grande parade des pays de l'Est.
- 1990 : De la petite Russie à l’Ukraine, film de Iossif Pasternak, texte de Leonid Pliouchtch (Hélène Châtelain est à l’initiative du projet). Production Vidéo 13.- ARTE
- 1991 : Moscou, 3 jours en août, film de Iossif Pasternak, co-montage et traduction d’Hélène Châtelain. Production Vidéo 13. ARTE.
- 1992 : Le Fantôme Efremov
- 1994 : La Cité des savants (téléfilm Arte)
- 1995 : Nestor Makhno, un paysan d’Ukraine, voir en ligne, voir en ligne sur Internet Archive..
- 1997 : Mikhaïl A. Boulgakov, en collaboration avec Iossif Pasternak
- 2000 : Goulag, documentaire écrit par Hélène Châtelain, réalisation Iossif Pasternak, 220 min, 13 Production[10], le documentaire a été diffusé en juin 2000 par Arte, en 2 parties (2 fois 110 min)[11]
- 2003 : Le Génie du mal, documentaire sur le compositeur russe, Alexandre Lokchine (1920-1987), réalisation Iossif Pasternak, co-écrit par Hélène Châtelain, 85 min, 13 Production[12]
- 2003 : Chant public devant deux chaises électriques
- 2004 : Efremov, lettre d’une Russie oubliée

## Théâtre

### Comédienne
- 1962 : L'avenir est dans les œufs ou il faut de tout pour faire un monde d'Eugène Ionesco, mise en scène Jean-Marie Serreau, Théâtre de la Gaîté-Montparnasse
- 1963 : L'avenir est dans les œufs ou il faut de tout pour faire un monde d'Eugène Ionesco, mise en scène Jean-Marie Serreau, Théâtre de l'Ambigu
- 1963 : Amédée ou Comment s'en débarrasser d'Eugène Ionesco, mise en scène Jean-Marie Serreau, Théâtre de l'Ambigu
- 1964 : Maître Puntila et son valet Matti de Bertolt Brecht, mise en scène Georges Wilson, TNP Théâtre de Chaillot
- 1965 : Les Troyennes d'Euripide, mise en scène Michael Cacoyannis, TNP Théâtre de Chaillot, Festival d'Avignon en 1965 et 1966
- 1966 : Chant public devant deux chaises électriques d'Armand Gatti, mise en scène de l'auteur, TNP Théâtre de Chaillot
- 1966 : Un homme seul d'Armand Gatti, mise en scène Armand Gatti, Comédie de Saint-Étienne
- 1967 : La Nuit des Rois de Shakespeare par les comédiens de Toulouse face aux événements du Sud-Est asiatique : V comme Vietnam d'Armand Gatti, mise en scène Armand Gatti, Théâtre Daniel Sorano Toulouse
- 1968 : La Cigogne d'Armand Gatti, mise en scène Jean Hurstel, Université de Strasbourg
- 1975 : Le Joint d'Armand Gatti, mise en scène Armand Gatti, Festival d'Automne, CES Jean Lurçat de Ris-Orangis
- 1977 : Le Cheval qui se suicide par le feu d'Armand Gatti, mise en scène Armand Gatti, Festival d'Avignon
- 1982 : Le Labyrinthe  d'Armand Gatti, mise en scène Armand Gatti, Festival d'Avignon

### Metteuse en scène
- 1969 : La Journée d'une infirmière, d'Armand Gatti
- 1974 : Tonton Couteau, de Pierre Joffroy
- 1996 : L'Enfant rat, d'Armand Gatti, Festival des francophonies

## Traductrice
- 1978 : Quatre femmes terroristes contre le tsar, de Vera Zassoulitch, Olga Lioubatovitch, Élisabeth Kovalskaïa, Vera Figner, textes réunis et présentés par Christine Fauré
- 2008 : Éloge des voyages insensés, de Vassili Golovanov (Prix Russophonie 2009 pour la traduction)
- 2013 : Espaces et Labyrinthes, traduit du russe par Hélène Châtelain, éditions Verdier, collection « Slovo », 2013, 256 p.

## Publications
- Préface à Armand Gatti, Les Personnages de théâtre meurent dans la rue, Revue Axolotl – Revue Nomade, n°1, 1996.
- Préface à Armand Gatti, Opéra avec titre long, Toulouse, L'Ether vague, 1986.
- « Nestor Makhno. Les images et les mots », in Cinéma Engagé, Cinéma Enragé, L'Homme et la Société (revue internationale de recherche et de synthèse en sciences sociales) no 127-128, L'Harmattan, 1998 (DOI 10.3406/homso.1998.3562)
- L'insurrection de l’esprit : Khlebnikov / Gatti », Europe, no 877, mai 2002.